# Огни большого города (Paninaro)
Огни большого города (Paninaro) — вторая песня из второго студийного альбома Мити Фомина «Наглый ангел». Композиторы — группа «Pet Shop Boys» (Нил Теннант и Крис Лоу) и Алексей Романоф, слова Александра Сахарова и Александра Ковалёва. В сингле использованы семплы из песни «Paninaro» (версия 1995 года), с разрешения самих «Pet Shop Boys».

## История композиции
31 марта 2011 года песня была выпущена на радио в странах СНГ, через систему Tophit. Позже прошёл цифровой релиз песни.
Говоря о песне, Митя сказал:
Я рад, что песня понравилась, потому что сначала встречал какое-то недоверие к этому треку. Мне посчастливилось поработать с мировыми звездами, с Pet Shop Boys. Я сделал песню, которая не является кавером, это отдельное произведение, где есть музыкальное цитирование.

## Коммерческий успех
Песня дебютировала в сотне лучших синглов общего чарта Tophit на 53 позиции в российском радиочарте, поднявший на 20 позиций вперёд на следующей неделю. За следующие четыре недели песне удалось подняться до 10-й строчки российского радиочарта. В итоге песня достигла 9-го места в чарте. В московском радиочарте песня достигла 14-го места, также как и в питерском. Песня возглавила украинский радиочарт. Также песне удалось попасть в хит-парад «Золотой граммофон» поднявшись до 2-й строчки чарта; в итоге песня получает национальную музыкальную премию «Золотой Граммофон» в 2011 году за 27 недель в чарте.
Согласно данным сайта «Muz.ru», песня заняла 3-е место в пользовательском голосовании за лучшую композицию 2011 года.

## Видеоклип
Первый этап съёмок видео прошёл 9 апреля 2011 года в Санкт-Петербурге. Съёмочной площадкой выступил один из ночных клубов северной столицы. Завершились съёмки 12 апреля на Кубе в Гаване. Режиссёром клипа стал Митя Фомин, при помощи оператора — Бориса Мухина.
После всего отснятого материала было сделано две версии видео: первая — интернет-версия, без цензуры и с увеличенным хронометражем, вторая — ротационная.
Премьера клипа состоялась в начале мая 2011 года, на официальном видеоканале Мити Фомина (YouTube).

## Список композиций
- Радиосингл[8]

| №  | Название                                                            | Автор(ы)                                                  | Длительность |
| -- | ------------------------------------------------------------------- | --------------------------------------------------------- | ------------ |
| 1. | «Огни большого города (Paninaro)»                                   | Нил Теннант, Крис Лоу, А. Романоф, А. Сахаров, А. Ковалёв | 3:30         |
| 2. | «Огни большого города (Paninaro)» (Enjoy Deejays & Rifatello remix) | Нил Теннант, Крис Лоу, А. Романоф, А. Сахаров, А. Ковалёв | 3:54         |

- Цифровой сингл[9]

| №  | Название                          | Автор(ы)                                                  | Длительность |
| -- | --------------------------------- | --------------------------------------------------------- | ------------ |
| 1. | «Огни большого города (Paninaro)» | Нил Теннант, Крис Лоу, А. Романоф, А. Сахаров, А. Ковалёв | 3:30         |

## Чарты
| Чарт                 | Высшая позиция |
| -------------------- | -------------- |
| Российский радиочарт | 9              |
| Московский радиочарт | 14             |
| Питерский радиочарт  | 14             |
| Украинский радиочарт | 1              |
| Киевский радиочарт   | 3              |
| Латвийский радиочарт | 8              |
| Золотой Граммофон    | 2              |

| Чарт (2011)                  | Высшая Позиция |
| ---------------------------- | -------------- |
| Годовой общий радиочарт      | 32             |
| Годовой Российский радиочарт | 57             |
| Годовой Питерский радиочарт  | 65             |
| Годовой Московский радиочарт | 42             |
| Годовой Киевский радиочарт   | 31             |
| Годовой Украинский радиочарт | 11             |